# برهمنان حسینی
برهمنان حسینی گروهی از کاست (نظام اجتماعی) موهیال برهمین هستند که هم با اسلام و هم با هندوئیسم مرتبط هستند. این گروه در سراسر سند و پنجاب در پاکستان، ماهاراشترا، راجستان، دهلی، و مناطق دیگر هند و همچنین در عربستان گسترده هستند. به نوشتهٔ «تاریخ موهیال»، که در سال ۱۹۱۱ منتشر شده‌است، هم‌زمان با نبرد کربلا حدود ۱۴۰۰ برهمن در عراق حضور داشته‌اند. نظریه‌های متفاوتی در مورد ریشه‌های این گروه وجود دارد. حدود ۱۲۵ خانوار از برهمنان حسینی در پونه سکونت دارند. تعدادی نیز در دهلی مستقر هستند و هر ساله مراسم محرم را برگزار می‌کنند. بیشتر برهمن‌های حسینی تا حدود ۱۹۴۷ در لاهور مستقر بودند و بعد از آن به مناطق دیگر مهاجرت کردند.
برهمن‌های حسینی پیرو ترکیبی از اسلام شیعی و آیین هندو هستند.

## هفت پسر دات
یکی از داستان‌های مربوط به برهمنان حسینی شخصی به نام «دات» را توصیف می‌کند که پسری نداشت. او حسین بن علی را ملاقات می‌کند و از آرزویش برای پسر دار شدن به او می‌گوید. حسین ابن علی در پاسخ او می‌گوید که در سرنوشت او پسری نیست. دات به گریه می‌افتد و از حسین می‌خواهد برای پسردار شدن او دعا کند. در این زمان حسین به او می‌گوید که او به زودی یک پسر خواهد داشت. یکی از کسانی که شاهد این اتفاق بود به حسین اعتراض می‌کند که او قضای الهی را نقض کرده‌است. حسین در پاسخ به دات می‌گوید که او دو پسر خواهد داشت. این اتفاق چندین بار دیگر تکرار می‌شود تا اینکه حسین به دات خبر می‌دهد که او هفت پسر خواهد داشت.
یک ضرب‌المثل در هندی دربارهٔ برهمنان حسینی می‌گوید: «دات سلطان، خود را هندو می‌خواند و پیرو اسلام است، نیم هندوست و نیم مسلمان.»

## آیین‌ها
عبداللطیف موسوی شوشتری مشاهدات خود را در کتاب تحفه العالم و ذیل التحفه که پس از بازگشت سفر هند در سال ۱۲۱۶ هجری به نگارش درآورده است دربارهٔ عزاداری هندوان در شهر ویجی‌نگر می‌نویسد:
 عجیب است که در آن شهر با این حالت که بویی از مسلمانی و بانگ محمدی نیست، اعاظم و متمولین هندو تعزیه‌خانه‌های عالی به تکلف دارند. بعد از دیدن هلال ماه عزا، همگی رخت سوگواری پوشند و ترک لذات کنند و بسیاری‌اند که بالمره از طعام و شراب، کف نفس نمایند، ته در تمام عشره چیزی از گلوی ایشان به زیر نرود. شبها و روزها به زبان هندی و فارسی مرثیه‌خوانی و سینه‌زنی کنند و هرکس به قدر وسع در اطعام فقرا و مساکین کوشد و در هر کوچه و بازار آبهای گلابی سبیل کنند و شبیه به ضرایح مقدسه از چوب یا کاغذ سازند و نزد آن به سجده روند و برخاک غلتند و طلب مطالب نمایند. بعد از انقضای ایام عاشورا آنها را در رودخانه غرق کنند یا در جایی دفن کنند و آن را کربلا گویند.
برهمنان حسینی همچون دیگر برهمنان هند به اصول و عقاید دین هندویی پایبندند، اما در طول سال در ده روز نخست ماه محرم با پوشیدن لباس سیاه و روزه گرفتن به عزاداری مشغول می‌شوند و در ایام محرم از هرگونه حرکت و فکری که به خوشی و شعف روح و روان منجر شود خودداری می‌کنند. با اینکه رنگ سیاه در میان اهل هندو مورد پسند نیست، اما در این ایام به نشانه ماتم لباس سیاه را می‌پوشند و زنان با پوشیدن ساری سیاه، لباس خاص و عدم استفاده از لوازم آرایشی سوگواری می‌کنند.
پودر مقدس سیندور که بر فرق هر زن متأهل هندوست و بر اساس اعتقادات خاص، تنها با مرگ همسر باید از فرق سر پاک شود در این ایام به وسیله زنان برهمن حسینی از روی فرق سر پاک می‌شود. برهمنان حسینی در ایام ده روز محرم مرثیهٔ خاصی دارند و شش داستان تاریخی مربوط به ریشه‌های خود را روایت می‌کنند.